# Batalla de Bachimba
La batalla de Bachimba  fue un enfrentamiento el cual ocurrió el 4 de julio de 1912 durante la Revolución mexicana entre las fuerzas rebeldes en virtud de Pascual Orozco llamados orozquistas y las tropas del Gobierno de Francisco I. Madero comandadas por el general Victoriano Huerta. La batalla de Bachimba constituyó el epílogo de la infortunada sublevación de Pascual Orozco contra el gobierno de Francisco I. Madero, tras concluir la primera etapa revolucionaria.

## Antecedentes
Después de ser derrotado por el General Victoriano Huerta en las batallas de Conejos y Rellano (12 y 22 de mayo de 1912), Orozco se hizo fuerte en la entrada del cañón de Bachimba (40 kilómetros al sur de Chihuahua). Seis mil orozquistas con cuatro piezas de artillería se desplegaron formando una posición defensiva. Para el 3 de julio, las tropas del General Huerta llegaron frente al cañón de Bachimba. El comandante ordenó un reconocimiento, disponiendo más tarde los movimientos necesarios para el despliegue, que concluyó durante la noche.

## Batalla
A las ocho de la mañana del día 4, el ejército federal inició la marcha de aproximación sobre las posiciones del enemigo, integrando el flanco derecho con tropas de infantería y de artillería de montaña (ocho piezas de 70 mm.). El centro con artillería divisionaria (dieciséis piezas de 77 mm.) y dos batallones de apoyo, mientras que el lado izquierdo quedó compuesto por dos regimientos de caballería, dos batallones de infantería y una batería de ametralladoras. En reserva quedaron 650 infantes del 1/er. Grupo de Voluntarios del D.F. y el 2/o Cuerpo Auxiliar de San Luis Potosí.
Inicialmente intervino la artillería federal, que efectuó disparos de ablandamiento hasta silenciar a los cañones rebeldes, lo que permitió el ataque de la infantería y caballería sobre el enemigo. Orozco reaccionó ordenando un contraataque sobre el flanco derecho de Huerta, pero no tuvo éxito y sus tropas tuvieron que retroceder, entablándose un combate en campo abierto en el que los orozquistas no pudieron impedir que los soldados federales se apoderaran de las principales elevaciones, y poco después un movimiento envolvente de la caballería por la retaguardia orozquista decidió la batalla.

## Término de la Batalla
Para las seis de la tarde del mismo día, los orozquistas habían sido derrotados completamente, escapando los sobrevivientes hacia Chihuahua en medio de un completo desorden. Como resultado del combate, la División del Norte del Ejército Federal tuvo 80 bajas, mientras los orozquistas perdieron más de trescientos hombres entre muertos y heridos. Tras esta derrota, Pascual Orozco dejó de ser una amenaza para el gobierno maderista, limitándose a formar gavillas de maleantes en zonas rurales del norte del país e intentaría, poco después, unir fuerzas con Félix Díaz.

## Cultura popular
En la telenovela El vuelo del águila se representa esta batalla en la sexta temporada.
- Datos: Q18417112